# Магнітний іммуноаналіз
Магнітний імуноаналіз (МІА) — це вид діагностичного імуноаналізу, в якому для виявлення певного аналіту замість звичайних ферментів (ІФА), радіоізотопів (РІА) або флуоресцентних молекул (флуоресцентний імуноаналіз) як мітки використовуються магнітні кульки. MIA передбачає специфічне зв'язування антитіла з антигеном, при цьому магнітна мітка кон'югується з одним з елементів пари. Присутність магнітних намистин потім виявляється магнітним зчитувальних пристроїв (магнітометром), яке вимірює зміна магнітного поля, індуковане намистинами. Сигнал, вимірюваний магнітометром, пропорційний концентрації аналіту (вірусу, токсину, бактерії, кардіомаркери і т. д.) в початковому зразку.

## Магнітні мітки
Магнітні намистини виготовлені з частинок оксиду заліза нанометричну розміру, інкапсульованих або склеєних полімерами. Розмір таких магнітних намистин варіюється від 35 нм до 4,5 мкм. Компонентні магнітні наночастинки мають розмір від 5 до 50 нм і виявляють унікальну властивість, зване суперпарамагнетизм, в присутності зовнішнього магнітного поля. Вперше відкрите французом Луї Неелі, лауреатом Нобелівської премії з фізики 1970 року народження, це суперпарамагнітна властивість вже використовується в медицині для магнітно-резонансної томографії (МРТ) та в біологічних поділах, але ще не для маркування в комерційних діагностичних додатках. Магнітні етикетки мають ряд властивостей, дуже добре пристосованих для таких застосувань:
- Вони не схильні до впливу хімічних реагентів або фотознебарвлення і тому стабільні в часі,
- Магнітний фон в біомолекулярні зразку зазвичай незначний,
- Мутність або фарбування зразка не впливають на магнітні властивості,
- Магнітними намистинами можна маніпулювати дистанційно за допомогою магнетизму.

## Магнітометри
Простий прилад може виявити присутність і виміряти загальний магнітний сигнал зразка, однак проблема розробки ефективного МІА полягає в тому, щоб відокремити природно виникає магнітний фон (шум) від слабкої магнітно-міченої мішені (сигнал). Для досягнення значної відносини сигнал / шум (SNR) в біосенсінгу застосовувалися різні підходи і пристрої:
- Гігантські магніторезистивні датчики і спінові клапани
- П'єзорезистивного кантілевери
- Індуктивні датчики
- Надпровідні квантові інтерференційні пристрої (SQUID)
- Анізотропні магніторезистивні кільця
- І мініатюрні датчики Холла.

Але для поліпшення SNR часто потрібно складний прилад, що забезпечує багаторазове сканування і екстраполяцію при обробці даних, або точне вирівнювання мішені і датчика мініатюрного і відповідного розміру. Крім цього вимоги, МІА, який використовує нелінійні магнітні властивості магнітних міток, може ефективно використовувати властиву магнітному полю здатність проходити через пластик, воду, нітроцелюлозу і інші матеріали, що дозволяє проводити справжні об'ємні вимірювання в різних форматах імуноаналізу. На відміну від звичайних методів, які вимірюють сприйнятливість суперпарамагнітна матеріалів, MIA, заснований на нелінійній намагніченості, усуває вплив лінійних діа- або парамагнітних матеріалів, таких як матриця зразка, витратні пластики і / або нітроцелюлоза. Хоча власний магнетизм цих матеріалів дуже слабкий, з типовими значеннями сприйнятливості -10-5 (діа) або + 10-3 (пара), при дослідженні дуже малих кількостей суперпарамагнітна матеріалів, наприклад, нанограмів на тест, фоновий сигнал, який створюється допоміжними матеріалами, не можна нехтувати. У МІА, заснованому на нелінійних магнітних властивостях магнітних міток, намистини піддаються впливу змінного магнітного поля з двома частотами, f1 і f2. У присутності нелінійних матеріалів, таких як суперпарамагнітні мітки, сигнал може бути зареєстрований на комбінаторних частотах, наприклад, при f = f1 ± 2 × f2. Цей сигнал точно пропорційний кількості магнітного матеріалу всередині зчитує котушки.
Ця технологія робить можливим магнітний імуноаналіз в різних форматах, таких як:
- Традиційний тест бокового потоку шляхом заміни золотих міток на магнітні мітки
- Вертикальні проточні тести, що дозволяють досліджувати рідкісні аналіти (наприклад, бактерії) в зразках великого обсягу
- Мікрофлюїдні додатки і біочіпи.

Він також був описаний для застосування in vivo і для багатопараметричного тестування.

## Виявлення
Магнітний імуноаналіз (MIA) дозволяє виявити певні молекули або патогени з допомогою магнітно-міченого антитіла. Функціонуючи подібно ІФА або Вестерн-блот, процес зв'язування двох антитіл використовується для визначення концентрації аналітів. У MIA використовуються антитіла, що покривають магнітну намистину. Ці антитіла безпосередньо зв'язуються з потрібним патогеном або молекулою, а магнітний сигнал, що виходить від пов'язаних намистин, зчитується за допомогою магнітометра. Найбільшою перевагою цієї технології для імунофарбування є те, що його можна проводити в рідкому середовищі, в той час як такі методи, як ІФА або Вестерн-блот, вимагають стаціонарної середовища для зв'язування потрібної мішені перед нанесенням вторинного антитіла (наприклад, HRP [пероксидаза редьки]). Оскільки MIA може проводитися в рідкому середовищі, в модельній системі можна проводити більш точні вимірювання бажаних молекул. Оскільки для отримання кількісних результатів не потрібно ізоляція, користувачі можуть відстежувати активність всередині системи. Отримуючи краще уявлення про поведінку своєї мети.
Способи, за допомогою яких може відбуватися виявлення, дуже численні. Найголовніша форма виявлення полягає в пропущенні зразка через гравітаційну колонку, що містить поліетиленову матрицю з вторинним антитілом. Цільове з'єднання зв'язується з антитілом, що містяться в матриці, а всі залишкові речовини вимиваються з допомогою обраного буфера. Потім магнітні антитіла пропускаються через ту ж колонку, і після інкубаційного періоду все Незв'язана антитіла вимиваються тим же методом, що і раніше. Показання, отримані за допомогою магнітних намистин, пов'язаних з мішенню, яка захоплюється антитілами на мембрані, використовуються для кількісного визначення цільового з'єднання в розчині.
Крім того, оскільки методологія цього методу дуже схожа на ELISA або Western Blot, експерименти по MIA можуть бути адаптовані для використання того ж методу виявлення, якщо дослідник хоче кількісно оцінити свої дані аналогічним чином.

## Застосування
MIA — це універсальний метод, який може бути використаний для широкого спектра практик.
В даний час він використовується для виявлення вірусів в рослинах, щоб зловити патогени, які зазвичай спустошують посіви, такі як вірус веєрного листа винограду, вірус веєрного листа винограду і вірус картоплі X. Його адаптації тепер включають портативні пристрої, які дозволяють користувачеві збирати чутливі дані в поле.
MIA також може використовуватися для моніторингу терапевтичних препаратів. У звіті про випадок з 53-річним пацієнтом, якому пересадили нирку, докладно описано, як лікарі змогли змінити кількість терапевтичного препарату.